# Јулијус Вилхелм Рихард Дедекинд
Јулијус Вилхелм Рихард Дедекинд (Брауншвајг, 6. октобар 1831 — Брауншвајг, 12. фебруар 1916) био је немачки математичар.
Дедекинд је у свом делу Was sind und was sollen dir Zahlen? (Природа и значење бројева, 1888) понудио аксиоматски приступ природним бројевима. Касније, дефинисао је ирационалне помоћу Дедекиндовог пресека.

## Живот
Дедекиндов отац је био Јулијус Левин Улрих Дедекинд, администратор Колегијума Каролинум у Брауншвајгу. Његова мајка је била Каролина Хенриет Дедекинд (рођена Емперијус), ћерка професора на Колегијуму. Ричард Дедекинд је имао троје старије браће и сестара. Као одрасла особа, никада није користио имена Јулијус Вилхелм. Рођен је у Брауншвајгу (на енглеском се често назива „Брансвик”), где је живео већи део свог живота и умро.
Први пут је похађао Колегијум Каролинум 1848. пре него што је прешао на Универзитет у Гетингену 1850. Тамо је Дедекинду предавао теорију бројева професор Мориц Стерн. Гаус је још увек предавао, иако углавном на основном нивоу, а Дедекинд је постао његов последњи ученик. Дедекинд је докторирао 1852. године, са тезом под називом Über die Theorie der Eulerschen Integrale („О теорији Ојлерових интеграла“). Ова теза није показала таленат који је евидентан у Дедекиндовим каснијим публикацијама.
У то време, Универзитет у Берлину, а не Гетинген, био је главна институција за математичка истраживања у Немачкој. Тако је Дедекинд отишао у Берлин на две године студија, где су он и Бернхард Риман били савременици; обојица су добили хабилитацију 1854. Дедекинд се вратио у Гетинген да предаје као приватни доцент, држећи курсеве о вероватноћи и геометрији. Једно време је учио код Петера Густава Лежен Дирихлеа и постали су добри пријатељи. Због делимичних слабости у свом математичком знању, проучавао је елиптичке и abelian varietyабелове функције. Ипак, он је такође био први у Гетингену који је држао предавања о Галоаовој теорији. Отприлике у то време, постао је један од првих људи који су схватили важност појма група за алгебру и аритметику.
Године 1858. почео је да предаје на Политехничкој школи у Цириху (данас ЕТХ Цирих). Када је Колегијум Каролинум надограђен у Technische Hochschule (Технолошки институт) 1862. године, Дедекинд се вратио у родни Брауншвајг, где је провео остатак живота, предајући на Институту. Пензионисан је 1894, али је повремено предавао и наставио да објављује. Никада се није женио, већ је живео са својом сестром Јулијом.
Дедекинд је биран у академије у Берлину (1880) и Риму и у Француску академију наука (1900). Добио је почасне докторате на Универзитетима у Ослу, Цириху и Брансвику.

## Рад
Док је по први пут предавао рачун на Политехничкој школи, Дедекинд је развио појам који је сада познат као Дедекиндов пресек (немачки: Schnitt), сада стандардна дефиниција реалних бројева. Идеја реза је да ирационални број дели рационалне бројеве на две класе (скупове), при чему су сви бројеви једне класе (веће) стриктно већи од свих бројева друге (мање) класе. На пример, квадратни корен од 2 дефинише све ненегативне бројеве чији су квадрати мањи од 2 и негативне бројеве у нижу класу, а позитивне бројеве чији су квадрати већи од 2 у већу класу. Свака локација на континууму бројевне праве садржи или рационалан или ирационалан број. Дакле, нема празних локација, празнина или дисконтинуитета. Дедекинд је објавио своја размишљања о ирационалним бројевима и Дедекиндовим резовима у свом памфлету „Stetigkeit und irrationale Zahlen“ („Континуитет и ирационални бројеви“); у модерној терминологији, Vollständigkeit, потпуност.
Дедекинд је дефинисао два скупа као „слична” када постоји један-на-један кореспонденција између њих. Он се позвао на сличност да би дао прву прецизну дефиницију бесконачног скупа: скуп је бесконачан када је „сличан одговарајућем делу себе“, у модерној терминологији, еквипотентан је једном од својих правих подскупова. Тако се скуп N природних бројева може показати као сличан подскупу N чији су чланови квадрати сваког члана од N, (N →  N2):
```
N
 
 
 
 1
 
 2
 
 3
 
 4
 
 5
 
 6
 
 7
 
 8
 
 9  10 ...

 
 
 
 
 
 
 
 
 
 
 
 
 ↓ 
 
 
 
 
 
 
 
 
 
 

N
2
 
 
 1
 
 4
 
 9  16 25 36 49 64 81 100 ...
```

Дедекиндов рад у овој области антиципирао је Георга Кантора, који се обично сматра оснивачем теорије скупова. Слично томе, његов допринос основама математике антиципирао је касније радове главних заговорника логицизма, као што су Готлоб Фреге и Бертранд Русел.
Дедекинд је уређивао сабрана дела Лежена Дирихлеа, Гауса и Римана. Дедекиндово проучавање дела Лежена Дирихлеа довело га је до његовог каснијег проучавања алгебарских бројевних поља и идеала. Године 1863, објавио је предавања Лежена Дирихлеа о теорији бројева као Vorlesungen über Zahlentheorie („Предавања о теорији бројева“) о којима је написано да:
Иако је књига сигурно заснована на Дирихлеовим предавањима, и иако је сам Дедекинд књигу током свог живота називао Дирихлеовом, саму књигу је у потпуности написао Дедекинд, углавном након Дирихлеове смрти.— Едвардс, 1983
Издања Ворлесунгена из 1879. и 1894. укључивала су додатке који уводе појам идеала, фундаменталног за теорију прстенова. (Реч „прстен“, коју је касније увео Хилберт, не појављује се у Дедекиндовом делу.) Дедекинд је дефинисао идеал као подскуп скупа бројева, састављен од алгебарских целих бројева који задовољавају полиномске једначине са целобројним коефицијентима. Концепт је доживео даљи развој у рукама Хилберта и, посебно, Еми Нетер. Идеали генерализују идеалне бројеве Ернста Едуарда Кумера, осмишљене као део Кумеровог покушаја из 1843. да докаже Фермаову последњу теорему. (Тако се за Дедекинда може рећи да је био Кумеров најважнији ученик.) У чланку из 1882. Дедекинд и Хајнрих Мартин Вебер применили су идеале на Риманове површине, дајући алгебарски доказ Риман–Рохове теореме.
Године 1888, објавио је кратку монографију под насловом Was sind und was sollen die Zahlen? („Шта су бројеви и за шта су добри?“ Евалд 1996: 790), што је укључивало његову дефиницију бесконачног скупа. Такође је предложио аксиоматску основу за природне бројеве, чији су примитивни појмови били број један и функција наследника. Следеће године, Ђузепе Пеано је, цитирајући Дедекинда, формулисао еквивалентан, али једноставнији скуп аксиома, сада стандардних.
Дедекинд је дао и друге доприносе алгебри. На пример, око 1900. године написао је прве радове о модуларним решеткама. Године 1872, док је био на одмору у Интерлакену, Дедекинд је упознао Георга Кантора. Тако је започео трајни однос узајамног поштовања, а Дедекинд је постао један од првих математичара који се дивио Канторовом раду у области бесконачних скупова, доказујући да је вредан савезник у Канторовим споровима са Леополдом Кронекером, који се филозофски противио Канторовим трансфинитним бројевима.